# Parc de bureaux
Un parc de bureaux (Office park) est un ensemble planifié de bureaux suburbains suivant ceux développés aux États-Unis à partir du début des années 1960 comme alternative à la congestion des centres-villes.  
Ces parcs, très planifiés et généralement très étalés, avec une forte insistance sur la verdure et un aménagement paysager intensif, se sont localisés aux carrefours autoroutiers et près des aéroports.  Ils ont contribué à la congestion des autoroutes de ceinture sur lesquelles ils se sont installés.
Originellement développés à partir du modèle du parc industriel traditionnel, ils ont évolué vers une plus grande densité.  Certains sont zonés pour des usages industriels légers et d'autres strictement pour la recherche ou les bureaux d'affaires. 
La création de parcs de bureaux tend à répondre au problème de l'étalement urbain en permettant aux banlieusards de travailler hors des centres-villes encombrés et difficilement accessibles, mais leur présence ne fait que renforcer l'étalement.  Les transports publics rayonnent à partir du centre et sont à peu près inexistants entre banlieues.  Puisque dans les ménages modernes les deux conjoints travaillent, le choix d'un domicile est complexe lorsque les deux travaillent en banlieue. 
Aux États-Unis, on accuse les parcs de bureaux d'entraîner la prolifération des lointaines banlieues qu'on appelle exurbs, ce qui crée un mode de vie nouveau où des citadins nouveau genre n'ont plus de contact avec la vie urbaine.